# Yonghoon Lee
Yonghoon Lee (22 de noviembre de 1973) es un tenor operístico de Corea del sur. Ha actuado en muchos de los teatros más prestigiosos del mundo, incluyendo la Royal Opera House, Covent Jardín, Metropolitan Opera, la Ópera Alemana de Berlín, la Ópera Estatal de Viena, el Teatro de la Ópera de Roma, De Nederlandse Opera en Ámsterdam, la Ópera Estatal de Baviera en Múnich, el Teatro de La Scala en Milán, la Ópera Semper en Dresden, la Ópera Lírica de Chicago, la Ópera de San Francisco, la Ópera de Australia, entre otros.

## Biografía
Lee estudió música en la Universidad Nacional de Seúl y en The New School. Hizo su debut internacional en la ópera Don Carlo - como la protagonista que da nombre a la obra - en el Teatro Municipal de Santiago, Chile. Después hizo su debut en la Metropolitan Opera en noviembre de 2010 con la misma ópera y en el mismo papel.
Ha compartido escenario con algunas de las sopranos de más renombre como Anna Netrebko.

## Papeles en la ópera
| Personaje   | Compositor | Ópera                   |
| ----------- | ---------- | ----------------------- |
| Don Carlo   | Verdi      | Don Carlo               |
| Manrico     | Verdi      | Il trovatore            |
| Don José    | Bizet      | Carmen                  |
| Radamès     | Verdi      | Aida                    |
| Don Álvaro  | Verdi      | La Forza del Destino    |
| Calaf       | Puccini    | Turandot                |
| Luigi       | Puccini    | Il tabarro              |
| Cavaradossi | Puccini    | Tosca                   |
| Luigi       | Puccini    | Il trittico             |
| Pollione    | Bellini    | Norma                   |
| Alfredo     | Verdi      | La Traviata             |
| Rodolfo     | Puccini    | La Bohème               |
| Ruggero     | Puccini    | La Rondine              |
| Arrigo      | Verdi      | La Battaglia di Legnano |